# غار حراء
غار حراء، هو الغار الذي كان يختلي فيه رسول الله محمد ﷺ، قبل البعثة ونزول جبريل بالقرآن عليه، وهو المكان الذي نزل الوحي فيه لأول مرة على النبي. وغار حراء يقع في شرق مكة المكرمة على يسار الذاهب إلى عرفات في أعلى «جبل النور» أو «جبل الإسلام»، على ارتفاع 634 متراً، ولايتسع إلا لأربعة أو خمسة أشخاص فقط. يبعد مسافة 4 كم عن المسجد الحرام.
وغار حراء هو فجوة في الجبل بابها نحو الشمال، طولها أربعة أذرع وعرضها ذراع وثلاثة أرباع، ويمكن لخمسة أشخاص فقط الجلوس فيها في آن واحد. والداخل لغار حراء يكون متجهًا نحو الكعبة كما ويمكن للواقف على الجبل أن يرى مكة المكرمة والكعبة (بعد إنشاء الطابق الثاني للحرم لم يعد ممكناً رؤيتها)، وأول آيات القرآن الكريم نزولًا كانت فيه مبتدئةً الوحي بآية: ﴿اقْرَأْ بِاسْمِ رَبِّكَ الَّذِي خَلَقَ ۝١﴾ [العلق:1] من سورة العلق.

## الشعر وغار حراء
يعتبر من أشهر جبال مكة حيث يقع في شرقي مكة إلى الشمال، وفيه الغار الذي كان يتعبد فيه رسول الله صلى الله عليه وسلم، وفيه نزلت الآيات الكريمة، وفيه يقول الشاعر عوض ابن الأحوص:

## غار حراء والتاريخ
روي أن رسول الله صلى الله عليه وسلم صعد ذروة الجبل ومعه أصحابه؛ فتحرك فقال له الرسول :«اسكن حراء فما عليك إلا نبي أو صديق أو شهيد»، وليس في الغار نبات إلا الشيء اليسير.

## الصور

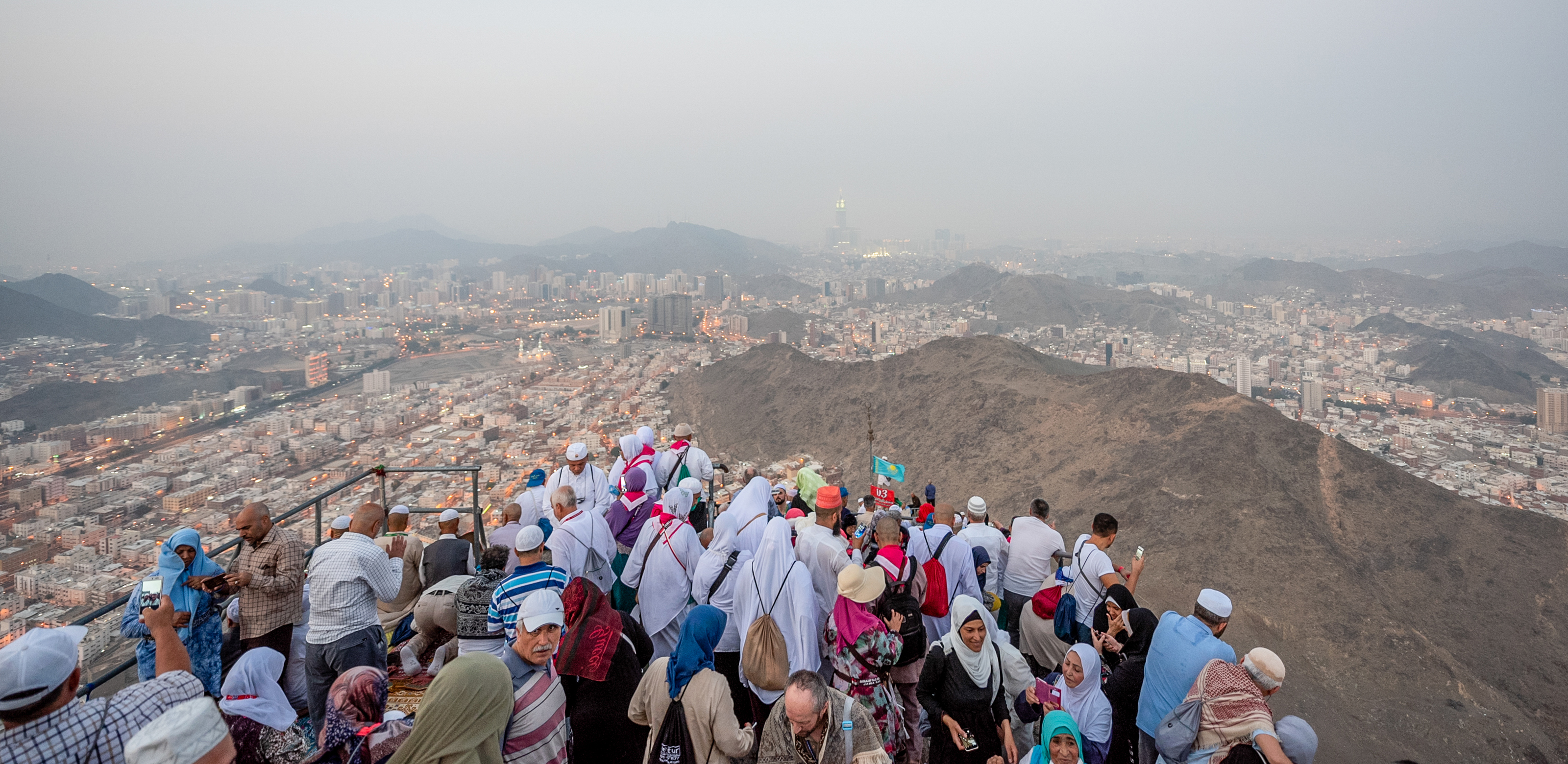
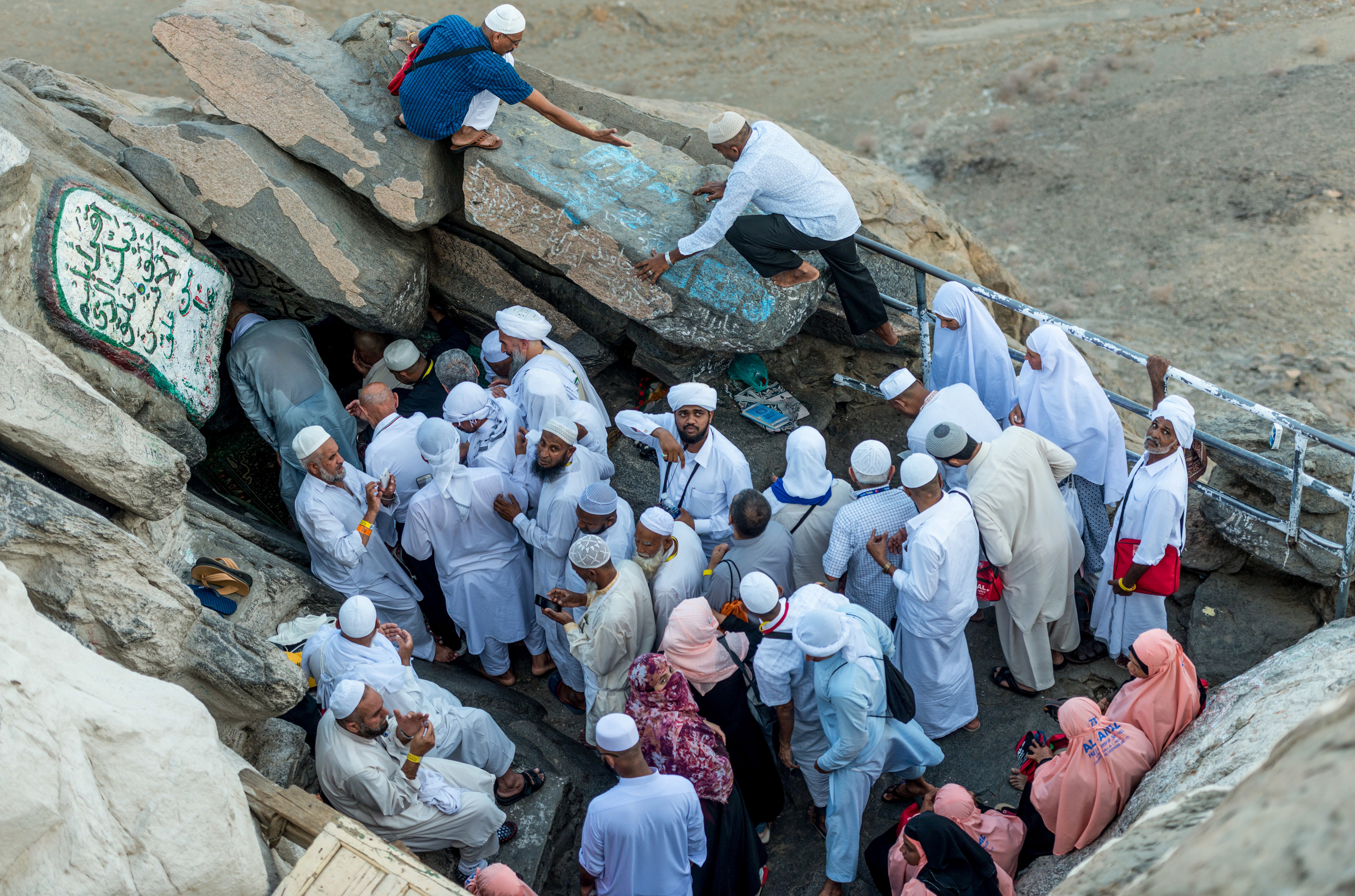
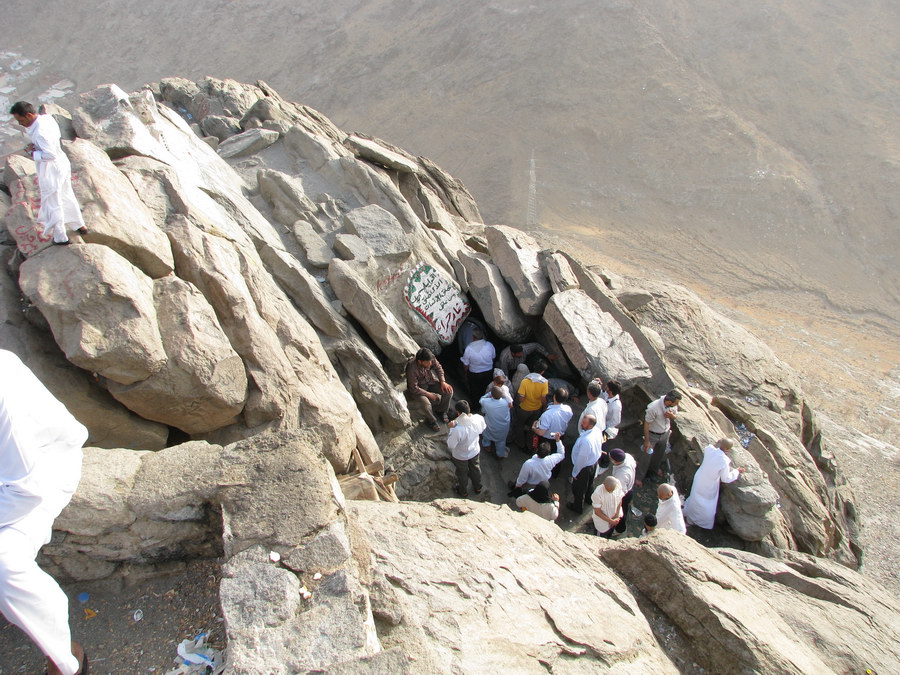
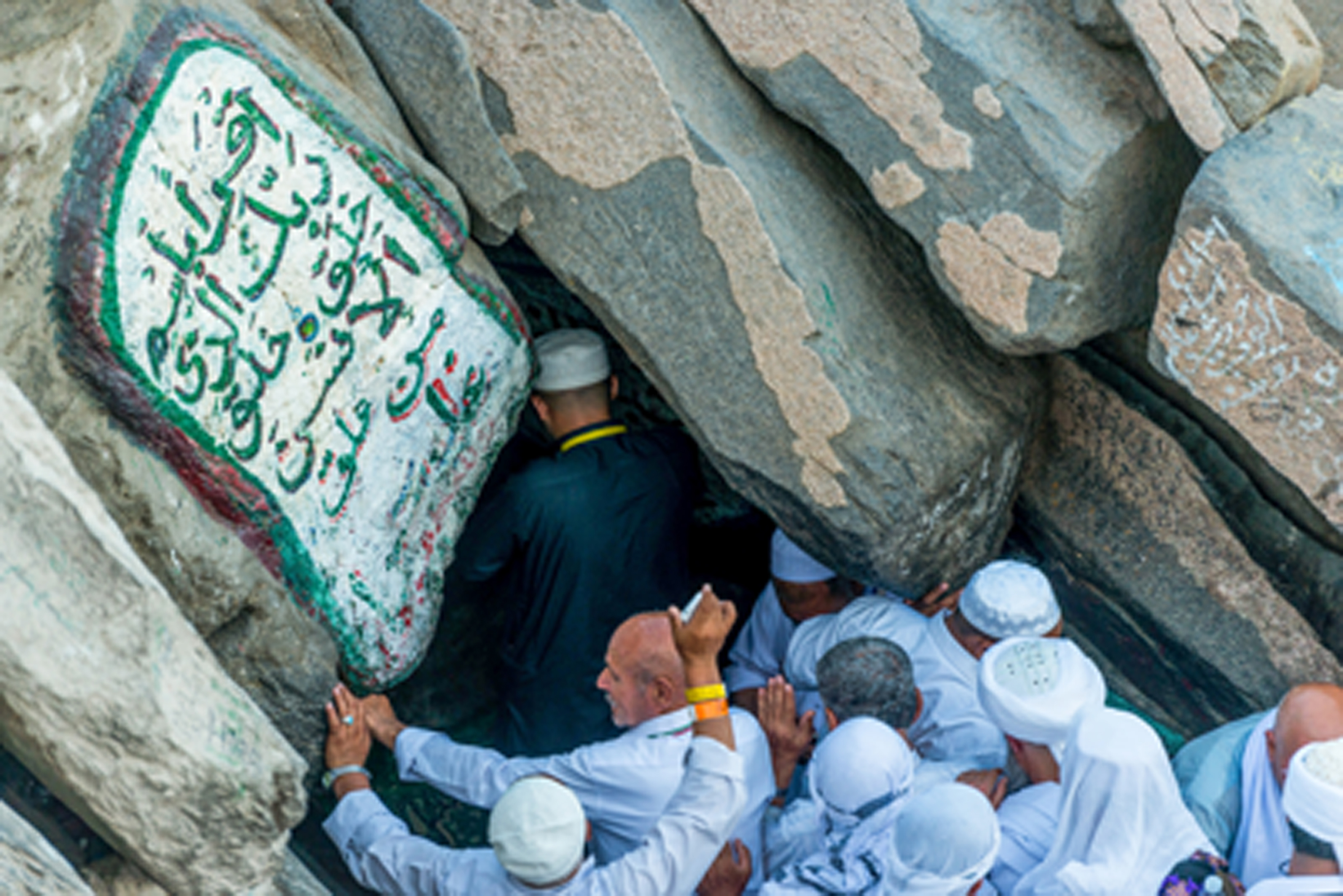
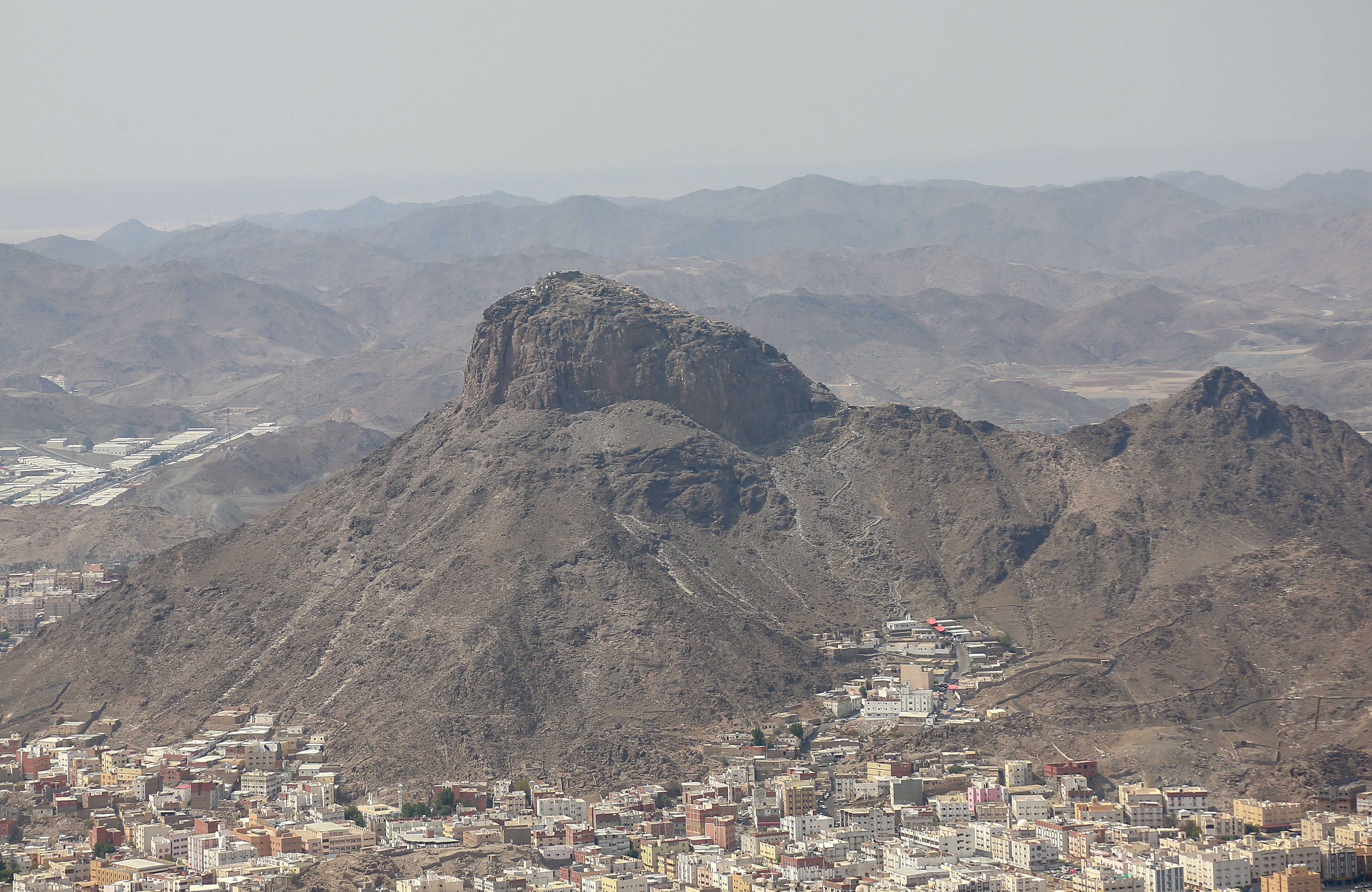
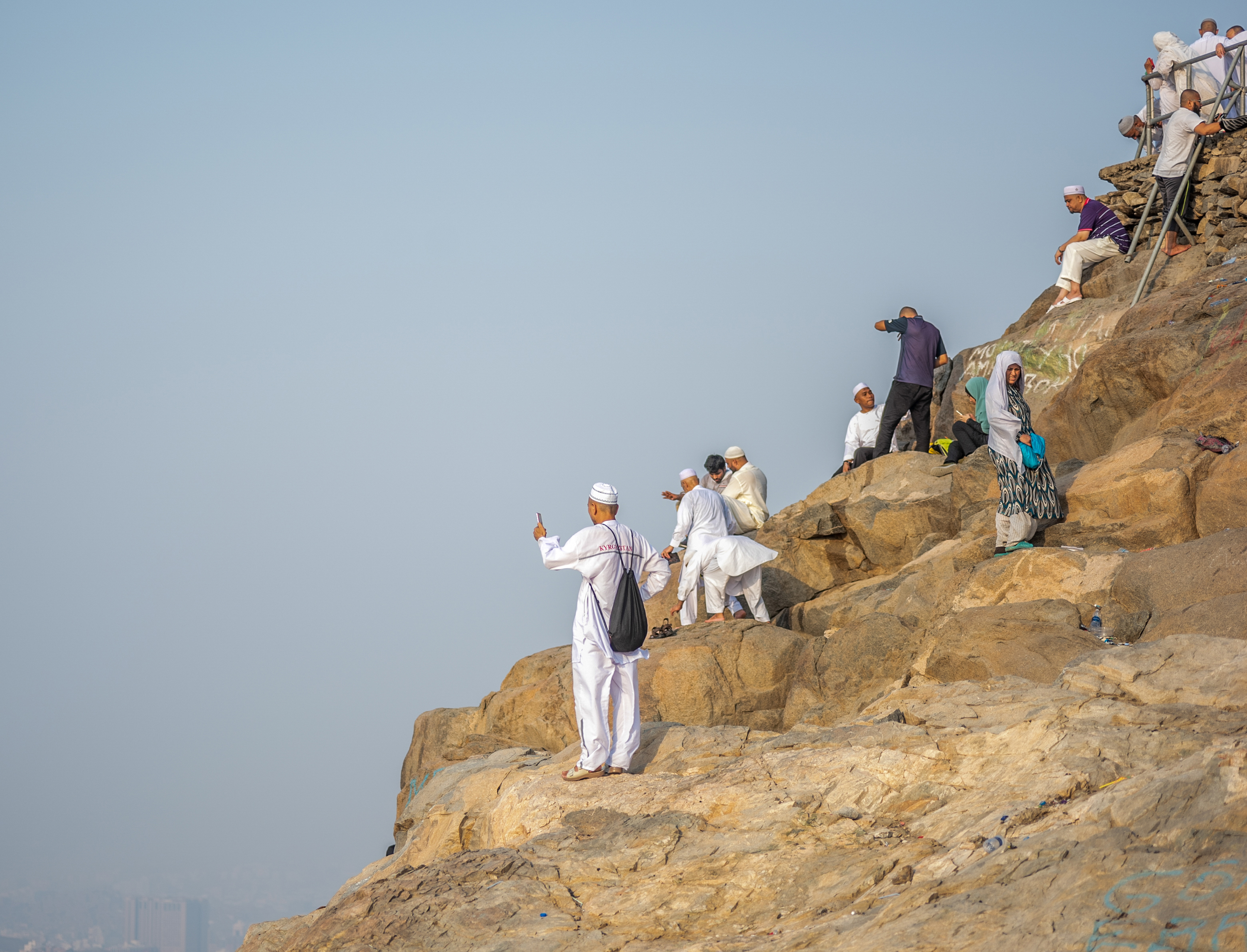
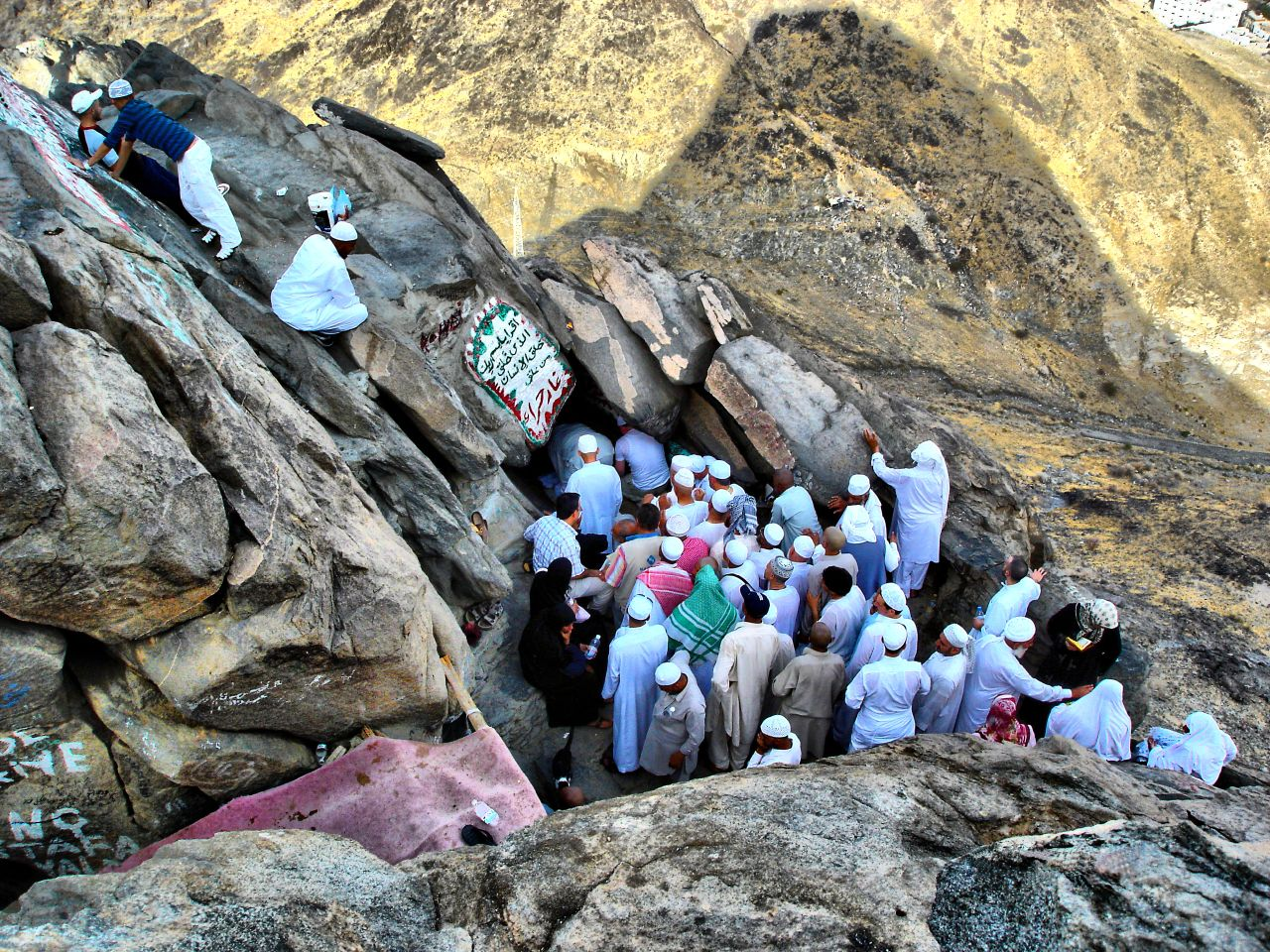

## وصلات خارجية
- غار حراء.. «مهبط الوحي» يحتضن ضيوف الرحمن.
- على جبل النور.. حجاج يتلمسون خطى النبي محمد إلى غار حراء.